# Kridia
Kridia (gr. Κρίδεια, tur. Κρίδεια) – wieś na Cyprze, w dystrykcie Famagusta. Położona jest na terenie republiki Cypru Północnego.